# Piazza del Duomo (Giarre)

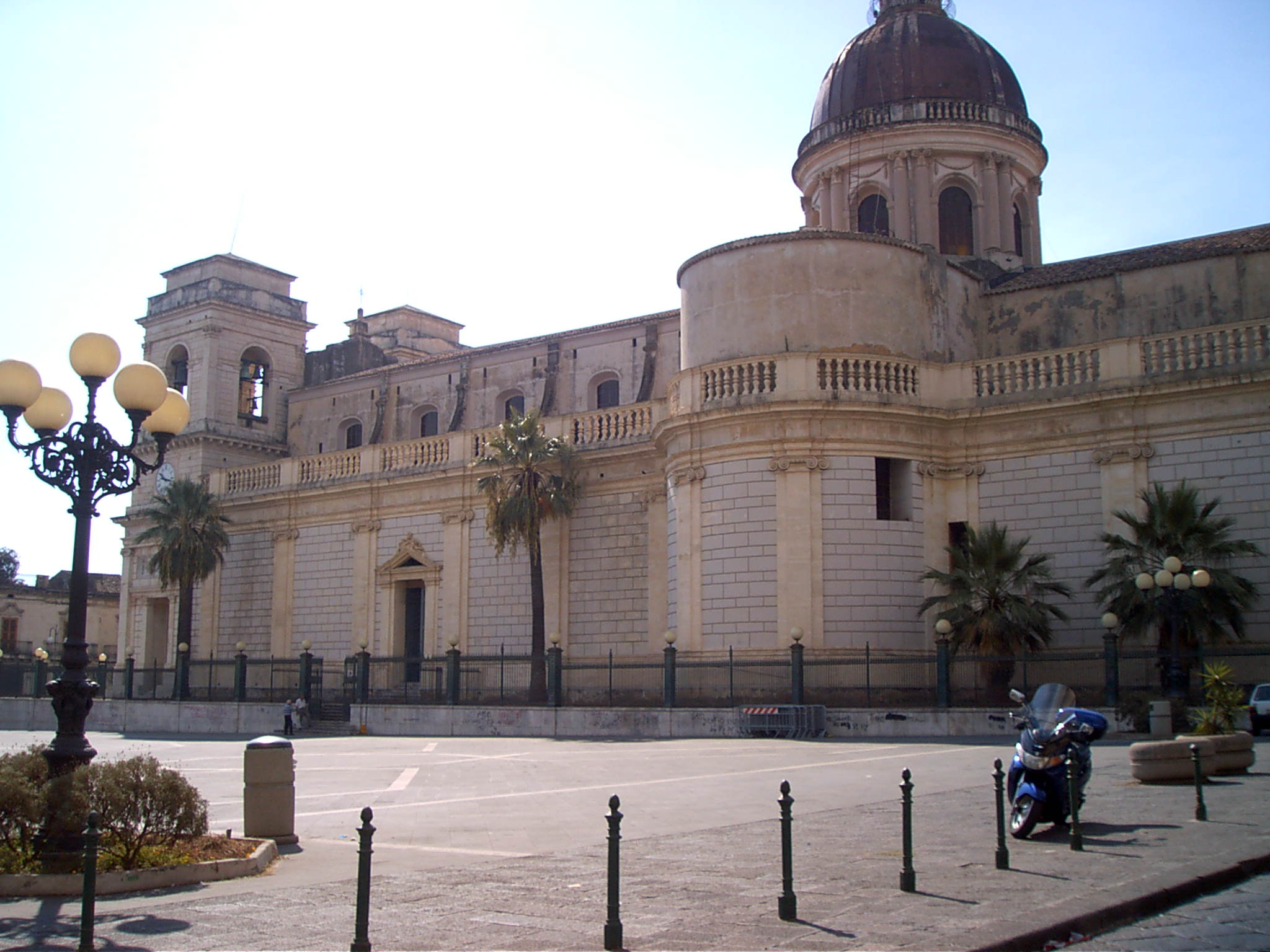
Scorcio di piazza del Duomo

La piazza del Duomo rappresenta il cuore pulsante del centro storico di Giarre. Di forma rettangolare, è posta fra via Callipoli e villa Giuseppe Garibaldi e su di essa si affaccia la chiesa di Sant'Isidoro. Sul suolo sono pavimentati due fiori a quattro petali stilizzati e una figura geometrica dodecagonale con all'interno sette torri e il motto della contea di Mascali: Abundantia in turribus tuis, che in latino significa "L'abbondanza nelle tue torri".

## Storia
Secondo un dipinto del 1725 del pittore castiglionese Tuccari, nell'area della piazza sorgeva una delle torri d'avvistamento della  contea di Mascali. Tale torre venne distrutta durante la rivolta anti-borbonica del 1860. L'attuale piazza venne quindi iniziata nel 1867 e completata nel 1890.
Nei primi anni del XX secolo il corpo bandistico cittadino, abbastanza rinomato, si esibiva qui da un palco. Tale palco però venne fatto demolire nel 1936 dal commissario al Comune Rosario Brancati, padre dello scrittore e sceneggiatore Vitaliano Brancati, per permettere le "adunate oceaniche" fasciste.
Qui, negli anni venti, venivano giocate le prime partite amatoriali di calcio della città.
Oggi la piazza ospita occasionalmente eventi e concerti.